# PiR-823
piR-823 és un ARN no codificant de 28 nucleòtids que forma part de la família dels piRNAs, una classe d'RNAs d'interferència (iRNAs) d'entre 24 i 32 nucleòtids. Els piRNAs, inicialment identificats en Drosophila i posteriorment en diverses espècies de vertebrats, es diferencien d'altres iRNAs, com ara siRNAs o miRNAs, gràcies a la seva estructura, atès que presenten una 2'O-Metilació a l'extrem 3'.
Els precursors de piR-823 es localitzen al cromosoma 3 en la regió 3q23, en el braç llarg (q). Els piRNAs es troben es troben tots en clústers de diversos genomes animals, i cada un és complementari a fragments de transposons diferents.
Després de la seva transcripció a partir de llargs precursors, els piRNAs maduren al citoplasma i interactuen amb les proteïnes PIWI —PIWIL1 (HIWI), PIWIL2 (HILI), PIWIL3 (HIWI3) i PIWIL4 (HIWI2) en humans— formant el complex piRISC, que té com a funció regular l'expressió gènica. El paper principal d'aquest complex és preservar l'estabilitat genòmica de les cèl·lules germinals silenciant els transposons o elements mòbils egoïstes, seqüències repetitives que es poden moure lliurement pel genoma.
L'expressió de diferents piRNAs, com ara piR-823, es veu incrementada en cèl·lules somàtiques, fet que sembla tenir correlació amb la patogènesi de diferents tipus de càncer, com ara de mama o gàstric i es va identificar per primer cop a l’observar una sobreexpressió de piR-823 en cèl·lules de mieloma múltiple.

## Biogènesi i maduració

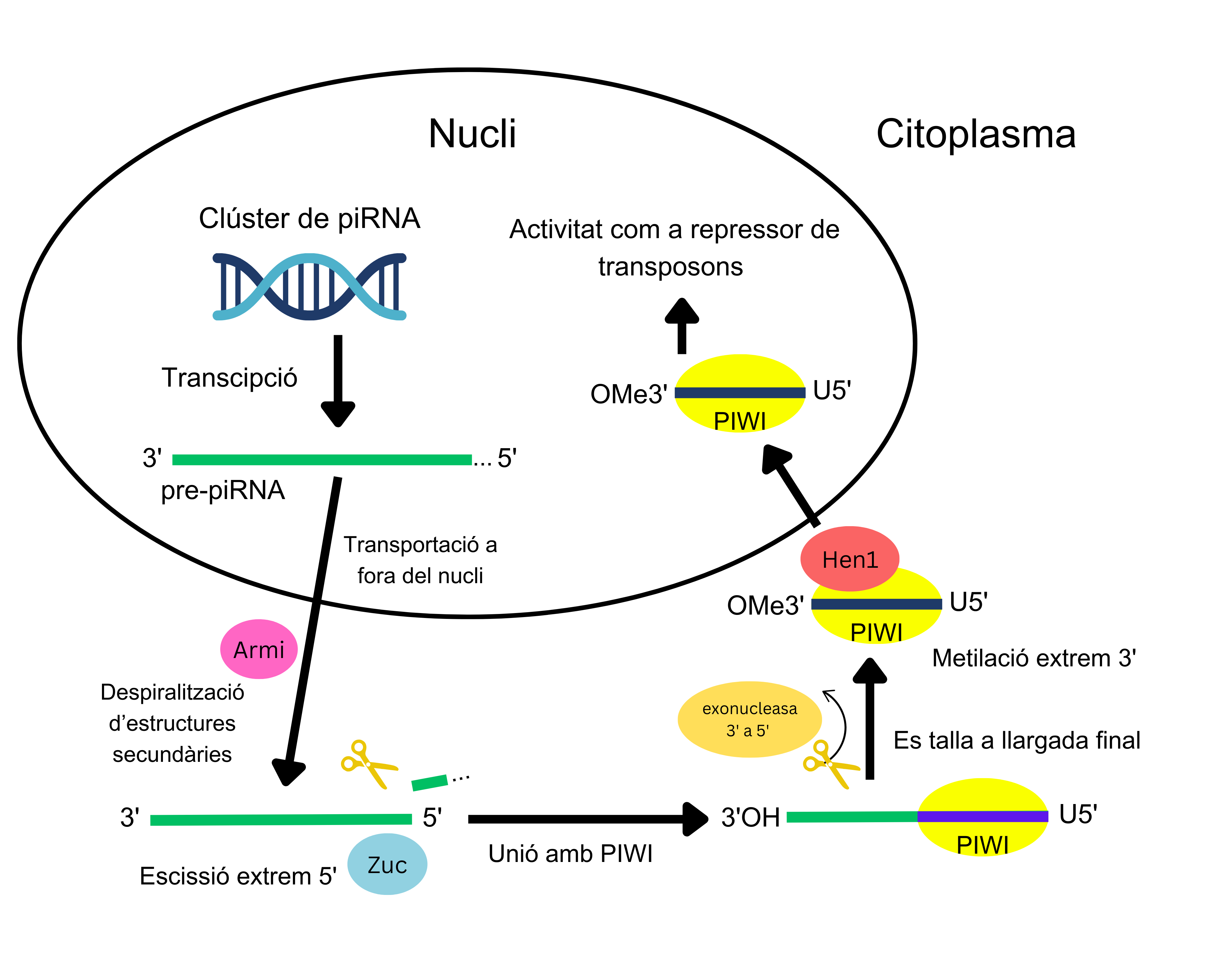
Biogènesi i maduració de piR-823

La síntesi de piRNAs està regulada per un mecanisme de retroalimentació positiva portat a terme per piRNAs homòlegs. La biogènesi de piRNAs en general involucra dues pathways, l’amplificació primària i l’amplificació secundària o mecanisme ping pong. La biogènesi del piR-823 encara no s'ha investigat de forma específica, però es proposa que segueix el mecanisme d’amplificació primària.

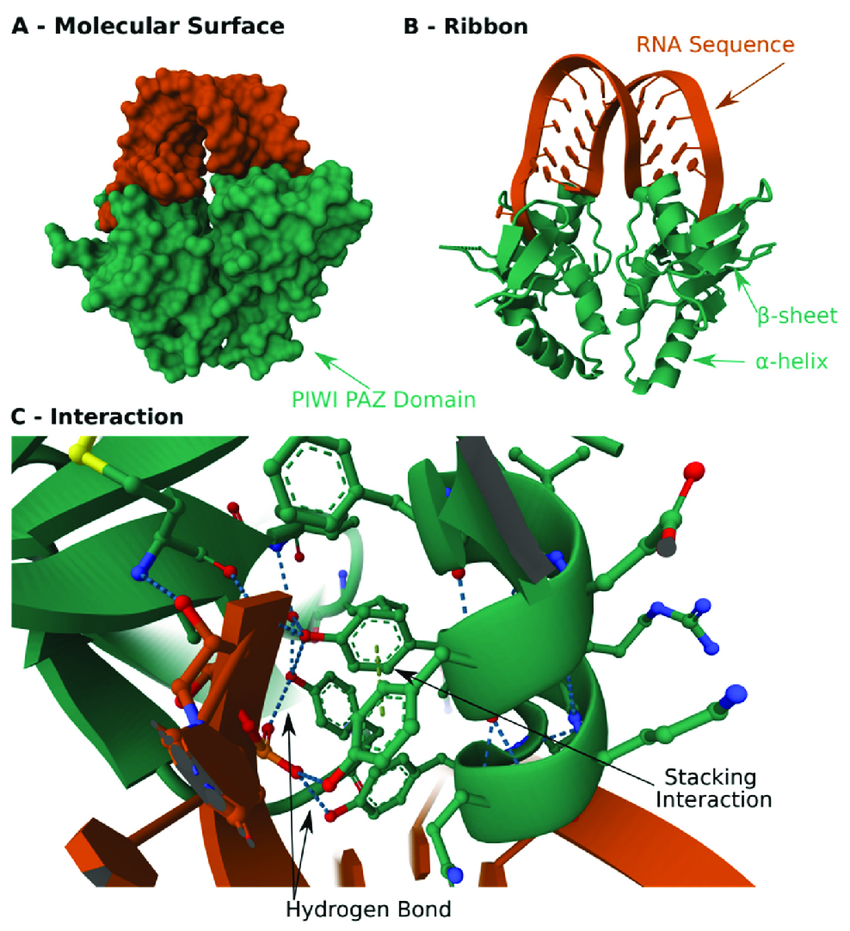
Estructura del domini PAZ-PIWI en el complex amb RNA. (A) Esquema de la superfície molecular. (B) Esquema de la disposició de fulles B i hèlix per a reconèixer l'ARN. (C) Vista propera dels enllaços d'hidrogen que creen la unió

La ruta primària de biogènesi comença amb la transcripció de clústers de piRNA per l'ARN polimerasa II en el nucli, amb promotors com Pol II Ser5P i H3K4me2 que afavoreixen la formació d’un precursor piRNA llarg. Aquest precursor es transportat fora del nucli, on se sotmet a diverses modificacions post-translacionals: (1) Desespiralització de les esctructures secundàries per l’helicasa d’ARN Armitage (Armi), processant els precursors de piRNA. (2) Escissió de l'extrem 5’ per la ribonucleasa Zucchini. (3) Incorporació del domini PAZ, localitzat a l’extrem 5’, amb una proteïna PIWI. L’extrem 5’ d’aquest domini PAZ-PIWI presenta afinitat per a l’uridina (U). (4) Escissió per part d'una 3’ a 5’ exonucleasa, que talla els transcrits a la seva llargada final. (5) Metilació del 2’-hidroxi a l’extrem 3’ per l’enzim Hen1.
Acabat el procés, el piRNA ara madur acaba de formar el complex PIWI/piRNA. Aquests complexos migren de nou cap al nucli on duran a terme la seva activitat com a repressors de transposons, gràcies a enzims i una sèrie de processos (majoritàriament de modificació estructural sobre la cromatina) que afavoreixen la seva acció.

## Mecanismes d'actuació i implicacions patològiques
piR-823, a diferència d'altres piRNAs canònics, presenta uns alts nivells d'expressió en cèl·lules somàtiques. Consegüentment, a banda de la repressió de transposons, aquest piRNA té una important funció en la regulació epigenètica de diversos processos fisiològics i patològics dins la cèl·lula.
Des que el paper oncogènic de piR-823 va ser assenyalat per Cui et al l'any 2011 en càncer gàstric, nombrosos estudis han demostrat que la seva activitat està relacionada amb altres neoplàsies, com ara càncer de mama, colorrectal, prostàtic, esofàgic, entre d'altres.
Regulació epigenètica pre-transcripcional:

Un dels mecanismes d'actuació de piR-823 és la regulació epigenètica pre-transcripcional. Aquesta involucra diferents processos(metilació del DNA, modificacions de les histones, canvis estructurals en la cromatina, entre d'altres) que tenen com a resultat l'activació o repressió de determinats gens o regions del genoma. Concretament, en el cas del càncer de mama, l'expressió de DNMT1, DNMT3A i DNMT3B, enzims involucrats en la metilació del DNA, es veu regulada per aquest RNA.

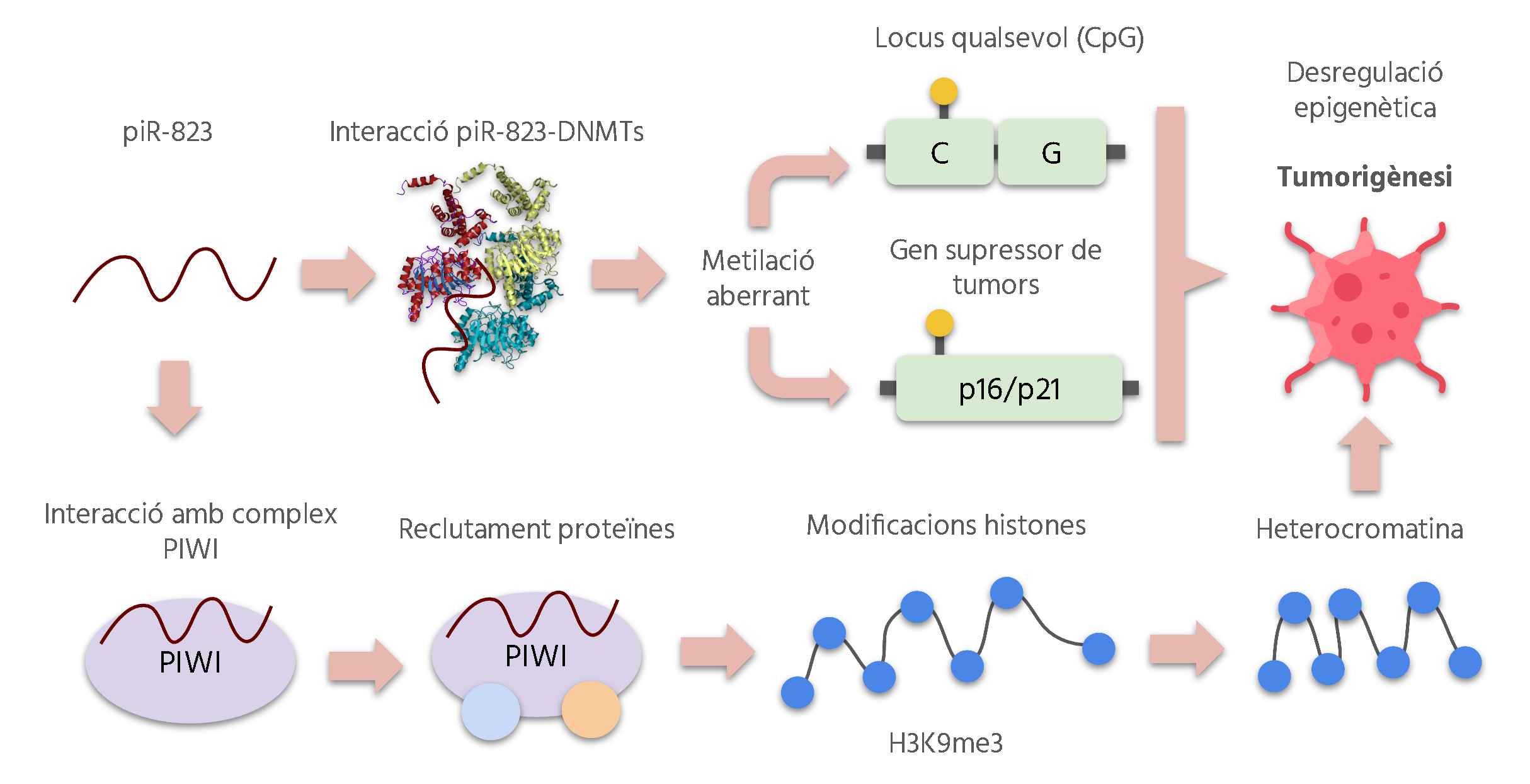
Mecanismes de regulació epigenètica pre-transcripcional mediats per piR-823

Així mateix, en el mieloma múltiple, piR-823 interacciona amb DNMT3B ocasionant un patró aberrant de metilació. La metilació correcta del genoma és cabdal per mantenir l'estabilitat de la cromatina. A conseqüència, la desregulació epigenètica que en deriva d'una metilació incorrecta, tant a escala generalitzada com específica —concentrada en supressors de tumors com p16 i p21— facilita la tumorigènesi.
Altrament, el complex PIWI, del qual en forma part piR-823, pot induir la repressió transcripcional modulant canvis en l'empaquetament de la cromatina. Per exemple, en unir-se al nucli, pot reclutar diferents proteïnes i afegir marques vinculades a l'heterocromatina, com H3K9me3.
D'altra banda, piR-823 i altres RNAs d'interferència estan implicats en la sobreexpressió de la via PI3K/AKT en carcinoma hepatocel·lular. Aquesta via en deriva en una resposta antiapoptòtica i proliferativa per part de les cèl·lules, facilitant al seu torn l'oncogènesi.
No obstant això, existeix una gran heterogeneïtat pel que fa al paper de piR-823 en la tumorigènesi de diferents tipus de càncer. En el càncer gàstric, per exemple, contribueix a la supressió tumoral, essent la seva expressió un bon indicador de prognosi.
Regulació epigenètica post-transcripcional:

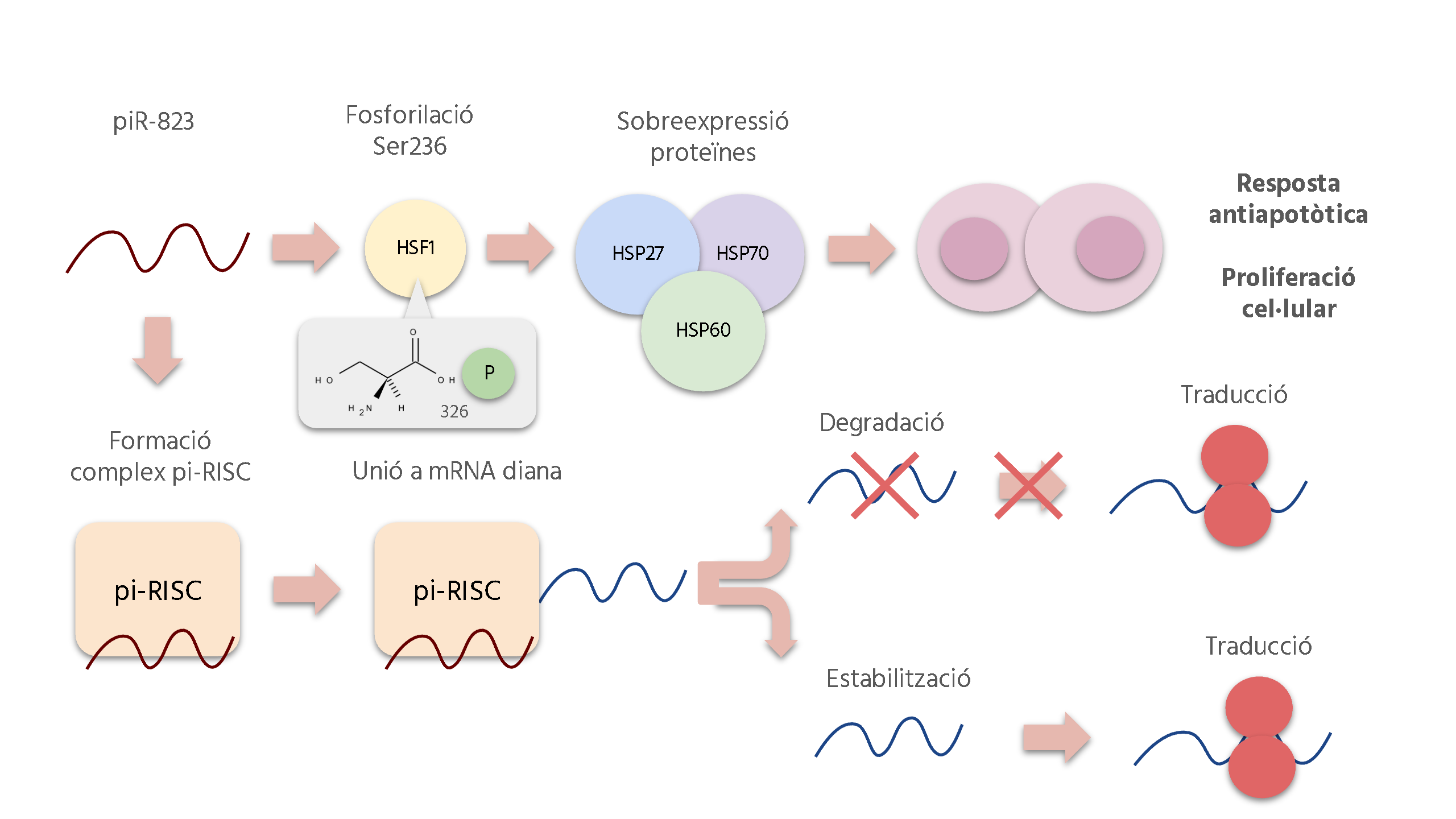
Mecanismes de regulació epigenètica post-transcripcional mediats per piR-823

piR-823 regula l'expressió gènica a escala post-transcripcional, mitjançant la degradació de mRNAs i la fosforilació o ubiqüitinació de proteïnes. Concretament, és responsable de l'expressió de HSP27, HSP60 i HSP70 a través de la fosforilació de HSF1, factor de transcripció que tenen en comú, en Ser326. Aquestes proteïnes participen en la senyalització antiapoptòtica, de manera que la seva sobreexpressió té com a conseqüència la proliferació cel·lular.
Els complexos pi-RISC, formats a partir de la interacció de piRNAs amb proteïnes de la família PIWI, també regulen l'expressió gènica de forma post-transcripcional. Concretament, s'uneixen a mRNAs diana i, o bé els estabilitzen, facilitant la seva traducció, o bé els degraden, donant-se l'efecte contrari.
Aquest mecanisme és més rellevant en les cèl·lules germinals, on la seva funció principal és preservar l'estabilitat genòmica davant els transposons o elements mòbils egoistes i s'estan investigant les seves implicacions en cèl·lules somàtiques.

## Potencial clínic com a biomarcador
La investigació actual sobre els piRNA, i més concretament de piRNA-823, es basa a estudiar la seva importància en la regulació de processos moleculars en cèl·lules canceroses i com a potencials biomarcadors de diagnòstic i pronòstic en oncologia. piR-823 mostra millores en sensibilitat i especificitat, especialment en el càncer colorrectal, envers alguns biomarcadors clínics tradicionals. Això implica noves vies per a la seva aplicació clínica en diagnòstic de precisió. També s'investiga la seva capacitat de modular l'entorn immunològic dels tumors, suggerint que podria ser clau en futures teràpies que busquin interferir en vies específiques del càncer.
La detecció de piR-823 es realitza mitjançant una tècnica no invasiva; una mostra de sang i, per tant, esdevé un procediment fàcilment aplicable en la rutina assistencial des del punt de vista diagnòstic.
Depenent del tipus de cèl·lula cancerosa, els valors i el mecanisme d'acció del biomarcador poden variar (Taula 1)
| TIPUS DE CÀNCER                           | EXPRESSIÓ piR-823 | MECANISME D’ACCIÓ piR-823 |
| ----------------------------------------- | ----------------- | --- |
| Càncer de mama                            | ↑                 | Augmenta proliferació cel·lular i la formació de colònies (MCF-7 i T-47D).                                                                                |
| Càncer Colorectal (CRC)                   | ↑                 | Augmenta proliferació, invasió i resistència apòptica de les cèl·lules CRC. Això es pot portar a terme gràcies a uns processos metabòlics (veure Taula 2) |
| Mieloma múltiple (MM)                     | ↑                 | Metilació d'ADN anormal, provocant que se silenciïn els gens supressors de tumors.                                                                        |
| Carcinoma de cèl·lules escamoses d'esòfag | ↑                 | Metilació d'ADN anormal, provocant que se silenciïn els gens supressors de tumors.                                                                        |
| Càncer gàstric                            | ↓                 | La baixa expressió del piR-823 afavoreix la proliferació cel·lular                                                                                        |
| Càncer renal                              | ↓                 | La baixa expressió del piR-823 afavoreix la proliferació cel·lular                                                                                        |

| CRC | Processos metabòlics                                                                    |
| --- | --------------------------------------------------------------------------------------- |
| CRC | Regulació del marcatge M6P                                                              |
| CRC | Ubiqüitinació de proteïnes encarregades d'ubiqüitinar proteïnes danyades, com la PINK1. |
| CRC | Inhibició de la ubiqüitinació de la HIF- 1α o les TOM20 i MFN2.                         |
| CRC | Augment de la glicòlisi                                                                 |
| CRC | Inhibició de les espècies reactives d’oxigen intracel·lular (ROS).                      |